# Raging Sharks
Raging Sharks  é um filme búlgaro-estadunidense de 2005, dos gêneros ficção científica, ação e horror, dirigido por Danny Lerner.

## Enredo
Uma equipe científica, liderada pelo Dr. Olsen e sua esposa Linda, estão pesquisando o fundo do oceano na região do triângulo das bermudas. Estranhamente, um cardume com mais de uma centena de tubarões, repentinamente chega ao local, aparentemente atraídos por algo fora do comum. Este fenômeno começou no momento em que um objeto, vindo do espaço, caiu e submergiu na área mas, o grupo não tem conhecimento deste fato e suas possíveis implicações no comportamento dos tubarões. Para investigar melhor, decidem baixar uma estação submergível e descer ao fundo para averiguar o que esta ocorrendo. Como cães de guarda, os tubarões reagem atacando a instalação e compromentendo o suprimento de oxigênio que é enviado a partir da superfície. O grupo fica então em uma situação desesperadora pois a qualquer momento todos os cabos de sustentação podem ser rompidos, significando o fim de qualquer esperança de salvação.

## Elenco
| Nome                 | Personagem                    |
| -------------------- | ----------------------------- |
| Corin Nemec          | Dr. Mike Olsen                |
| Vanessa Angel        | Linda Olsen                   |
| Corbin Bernsen       | Capitão Riley                 |
| Todd Jensen          | Ben Stiles                    |
| Elise Muller         | Vera                          |
| Simone Levin         | Simona                        |
| Binky van Bilderbeek | Harvey                        |
| Jonas Talkington     | Jonas                         |
| Michael P. Flannigan | Capitão do Paradiso           |
| Atanas Srebrev       | Carlo                         |
| Emil Markov          | Leo                           |
| Julian Vergov        | Primeiro oficial do Roosevelt |
| Les Weldon           | Oficial de Sonar do Roosevelt |
| Daniel Tzotchev      | Comandante do Roosevelt       |
| Nencho Balabanov     | Don                           |
| Velizar Binev        | Jake                          |
| Vladimir Nikolov     | Motorista zangado             |